# إيزابيلا من براغانزا
الدونا إيزابيلا من براغانزا (1514 - 16 سبتمبر 1576) هي ابنة خايمي دوق براغانزا (ابن شقيقة مانويل الأول ملك البرتغال) وليونور بيريز دي غوزمان.

## الزواج
تزوجت إيزابيل من قريبها إنفانتي دوارتي نجل الأصغر لـ مانويل الأول ملك البرتغال وماريا من أراغون في 1537، كان مهر إيزابيل دوقية غيمارايش التي كانت إحدى أملاك أخيها تيودوسيو الأول دوق براغانزا، بعد الزواج أصبح إنفانتي دوارتي رابع دوق غيمارايس.
لاحقا ابنتها كاترينا أصبحت دوقة براغانزا القرينة، وأيضا ادعت العرش البرتغالي (انظر:أزمة خلافة البرتغالية في 1580).

## الذرية
انجبت ثلاثة أبناء:-
- انفانتا ماريا (1577-1538) أصبحت أميرة بارما الوراثية بزواجها من ألساندرو فارنيزي، لها ذرية.
- انفانتا كاترينا (1614-1540) أصبحت دوقة براغانزا بزواجها من ابن خالها جواو الأول، هم الأجداد جواو الرابع ملك البرتغال أول ملوك من سلالة براغانزا.
- انفانتي دوارتي الثاني، خامس دوق غيمارايس (1576-1541).